# Кайен Клайн
Кайен Клайн (на английски: Cayenne Klein) е унгарска порнографска актриса, родена на 2 март 1986 г. в Будапеща, Унгария.

## Кариера
Дебютира като актриса в порнографската индустрия през 2004 г., когато е на 18 години. През 2009 г. прекъсва кариерата си за 4 години и се завръща през 2013 г., когато снима първия си шоукейс филм „Кайен обича Роко“, който получава наградата на XBIZ за най-добро европейско не-игрално издание на годината и номинация за награда на AVN за най-добър шоукейс на звезда. За цялостното си представяне през годината Кайен Клайн печели XBIZ наградата за чуждестранна изпълнителка на годината

## Личен живот
Живее в град Будапеща, Унгария.
Занимава се с дизайн на бижута.

## Награди и номинации
Носителка на награди
- 2014: XBIZ награда за чуждестранна изпълнителка на годината.[3][4]

Номинации
- 2014: Номинация за AVN награда за чуждестранна изпълнителка на годината.[5]